# Pierre Baud
Pierre Baud, né le 10 juillet 1937 à Évian-les-Bains (Haute-Savoie), est un aviateur français. Pilote de chasse puis pilote d'essai, il entre en 1972 chez Airbus et participe au développement de tous les avions de ligne du consortium européen.

## Distinctions
- Officier de la Légion d'honneur (2001)[2]
- Chevalier de l’ordre national du Mérite avec agrafe
- Médaille de vermeil de l'ANAE
- Médaille d'or de la Ville de Toulouse[1]
- en 1993, avec toute l’équipe des essais en vol d’Airbus Industrie, il reçoit le Prix Icare de l’Association des Journalistes Professionnels de l’Aéronautique et de l’Espace.
- Membre de l'Académie de l'air et de l'espace